# Jennie Kidd Trout
Jennie Kidd Trout, rozená Gowanlock (21. dubna 1841 Kelso – 10. listopadu 1921 Los Angeles) byla první ženou s lékařskou licencí v Kanadě.

## Životopis
Narodila se ve Wooden Mills ve městě Kelso ve Skotsku. Jennie se s rodiči odstěhovala v roce 1847 do Kanady, kde se usadili ve Stratfordu. Po dokončení školy absolvovala kurz pedagogiky a vyučovala, až do svého sňatku s Edwardem Troutem, kterého si vzala v roce 1865 a přestěhovala se za ním do Toronta, kde provozoval noviny.
Motivována svou chronickou nemocí, se rozhodla pro kariéru v medicíně. Přijímací zkoušku ke studiu medicíny na Torontské univerzitě složila v roce 1871. Trout a Emily Stowe byly první dvě ženy přijaté na fakultu medicíny Torontské univerzity. Stowe ovšem odmítla složit přijímací zkoušku na protest, proti ponižujícímu zacházení školy vůči oboum ženám. Trout později přestoupila na Ženskou lékařskou fakultu v Pensylvánii, kde získala lékařský titul 11. března 1875 a stala se tak první lékařkou v Kanadě.
V Torontu si otevřela Terapeutický a elektrotechnický institut, který se specializoval na léčbu pro ženy zahrnující „galvanické lázně nebo elektřinu”. Šest let také vedla bezplatnou lékárnu pro chudé. Institut byl poměrně úspěšný a později otevřel pobočky v Branfordu a Miltonu.
Kvůli svému špatnému zdraví, odešla v roce 1882 na odpočinek do Palma Sola na Floridě. Později napomohla založení lékařské fakulty pro ženy na Qeen's University v Kingstonu. Její rodina značně cestovala mezi Floridou a Ontariem a později se přestěhovala do Los Angeles v Kalifornii, kde Jennie Kidd Trout také zemřela v roce 1921.
V roce 1991 kanadská pošta na její počest jako první ženy s lékařskou licencí v Kanadě, vydala poštovní známku.
Dne 21. dubna 2018, Google oslavil její 177. narozeniny svátečním logem Goodle Doodle.